# Phong trào môi trường

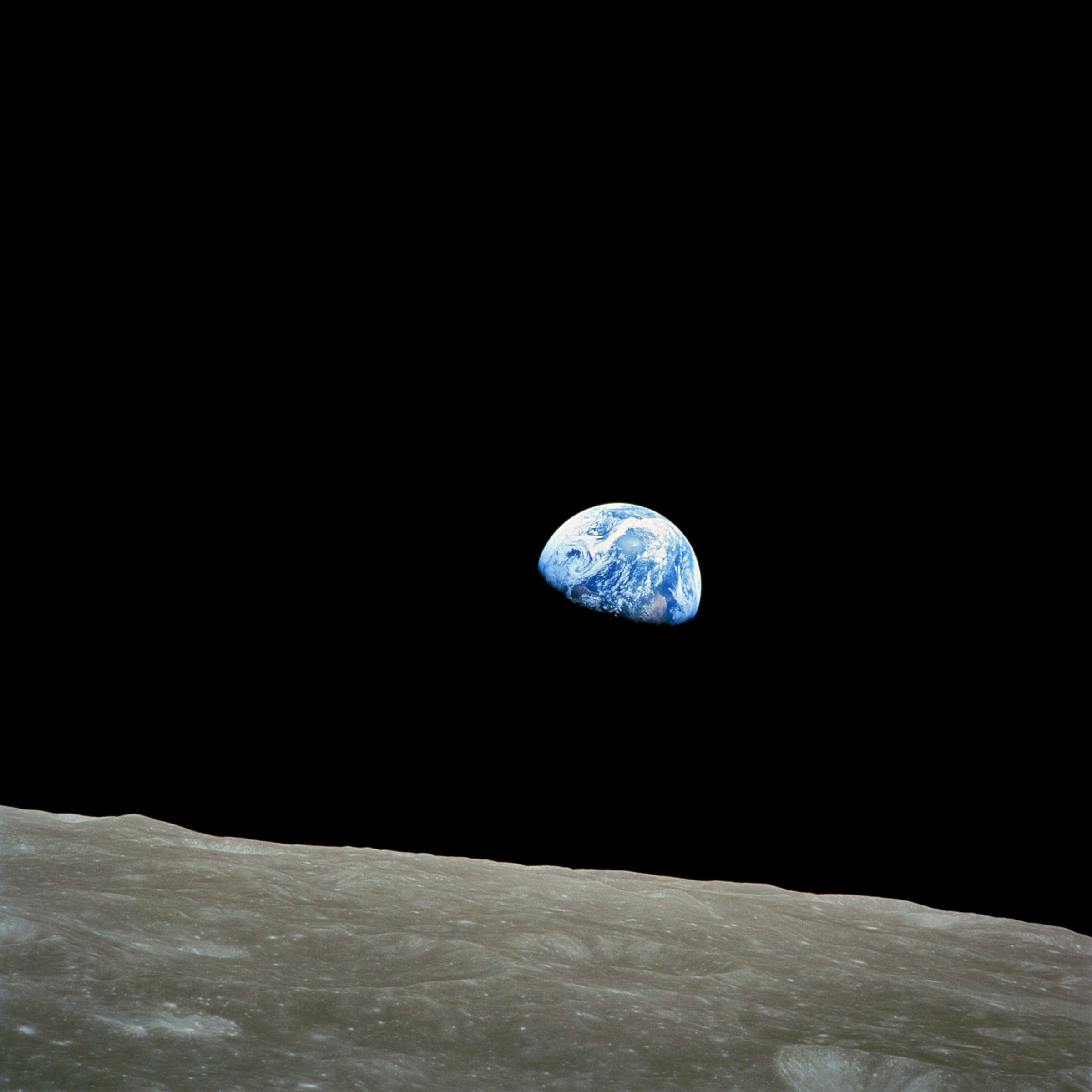
Hình chụp Trái Đất mọc của Apollo 8, ngày 24 tháng 12 năm 1968

Phong trào môi trường (đôi khi được gọi là phong trào sinh thái), bao gồm cả bảo tồn môi trường và chính trị xanh, là một phong trào khoa học, xã hội và chính trị đa dạng để giải quyết các vấn đề môi trường. Các nhà môi trường ủng hộ việc quản lý bền vững các nguồn tài nguyên và quản lý môi trường thông qua những thay đổi trong chính sách công và hành vi cá nhân. Trong quá trình công nhận nhân loại là người tham gia (không phải kẻ thù của) hệ sinh thái, phong trào tập trung vào sinh thái, sức khỏe và nhân quyền.
Phong trào môi trường là một phong trào quốc tế, được đại diện bởi một loạt các tổ chức, từ lớn đến cơ sở và thay đổi từ quốc gia này sang quốc gia khác. Do thành viên lớn, niềm tin khác nhau và mạnh mẽ, và đôi khi có tính chất đầu cơ, phong trào môi trường không phải lúc nào cũng thống nhất trong các mục tiêu của nó. Phong trào cũng bao gồm một số phong trào khác với trọng tâm cụ thể hơn, chẳng hạn như phong trào khí hậu. Rộng nhất, phong trào bao gồm các công dân tư nhân, các chuyên gia, tín đồ tôn giáo, chính trị gia, nhà khoa học, các tổ chức phi lợi nhuận và những người ủng hộ cá nhân.

## Lịch sử

### Nhận thức ban đầu
Việc quan tâm sớm đến môi trường là một đặc điểm của phong trào Lãng mạn vào đầu thế kỷ 19. Nhà thơ William Wordsworth đã đi du lịch nhiều nơi ở quận Lake và viết rằng đó là một "tài sản quốc gia, trong đó mọi người đều có quyền và lợi ích, người có con mắt nhận thức và trái tim để tận hưởng".
Nguồn gốc của phong trào môi trường nằm trong phản ứng với mức độ ô nhiễm khói trong khí quyển ngày càng tăng trong thời kỳ Cách mạng Công nghiệp. Sự xuất hiện của các nhà máy lớn và sự tăng trưởng to lớn đồng thời trong tiêu thụ than đã dẫn đến một mức độ ô nhiễm không khí chưa từng có tại các trung tâm công nghiệp; sau năm 1900, khối lượng lớn chất thải hóa học công nghiệp được thêm vào tải lượng chất thải của con người không được xử lý. Từ việc gia tăng áp lực chính trị từ tầng lớp trung lưu thành thị, là phong trào đầu tiên có quy mô lớn, luật môi trường hiện đại đã xuất hiện dưới hình thức đạo luật Kiềm của Anh, được thông qua vào năm 1863, để điều chỉnh tình trạng ô nhiễm không khí có hại (khí axit clohydric) được sử dụng trong quy trình Leblanc để sản xuất natri cacbonat.